# Scottish Premier Division 1983/84
Die Scottish Football League Premier Division wurde 1983/84 zum neunten Mal ausgetragen. Es war zudem die 87. Austragung einer höchsten Fußball-Spielklasse innerhalb der Scottish Football League, in der der Schottische Meister ermittelt wurde. In der Saison 1983/84 traten 10 Vereine in insgesamt 36 Spieltagen gegeneinander an. Jedes Team spielte jeweils zweimal zu Hause und auswärts gegen jedes andere Team. Es galt die 2-Punkte-Regel. Bei Punktgleichheit zählte die Tordifferenz.
Der FC Aberdeen gewann zum 3. Mal in der Vereinsgeschichte nach 1955 und 1980 die schottische Meisterschaft. Die Dons qualifizierten sich damit als Meister für die folgende Europapokal der Landesmeister Saison-1984/85. Als unterlegener Pokalfinalist, qualifizierte sich Vizemeister Celtic Glasgow für den Europapokal der Pokalsieger. Die auf den Plätzen drei bis fünf befindlichen Mannschaften Dundee United, Glasgow Rangers und Heart of Midlothian qualifizierten sich für den UEFA-Pokal.
Der FC St. Johnstone und FC Motherwell stiegen am Saisonende in die First Division ab. Mit 23 Treffern wurde Brian McClair von Celtic Glasgow Torschützenkönig.

## Vereine
| Verein              | Stadt      | Stadion           |
| ------------------- | ---------- | ----------------- |
| Celtic Glasgow      | Glasgow    | Celtic Park       |
| FC Aberdeen         | Aberdeen   | Pittodrie Stadium |
| FC Dundee           | Dundee     | Dens Park         |
| FC Motherwell       | Motherwell | Fir Park          |
| FC St. Johnstone    | Perth      | Muirton Park      |
| FC St. Mirren       | Paisley    | Love Street       |
| Dundee United       | Dundee     | Tannadice Park    |
| Glasgow Rangers     | Glasgow    | Ibrox Park        |
| Heart of Midlothian | Edinburgh  | Tynecastle Park   |
| Hibernian Edinburgh | Edinburgh  | Easter Road       |

## Statistik

### Abschlusstabelle
| Pl. | Verein                  | Sp. | S  | U  | N  | Tore    | Diff. | Punkte |
| --- | ----------------------- | --- | -- | -- | -- | ------- | ----- | ------ |
| 1.  | FC Aberdeen (P)         | 36  | 25 | 7  | 4  | 078:210 | +57   | 57:15  |
| 2.  | Celtic Glasgow (L)      | 36  | 21 | 8  | 7  | 080:410 | +39   | 50:22  |
| 3.  | Dundee United (M)       | 36  | 18 | 11 | 7  | 067:390 | +28   | 47:25  |
| 4.  | Glasgow Rangers         | 36  | 15 | 12 | 9  | 053:410 | +12   | 42:30  |
| 5.  | Heart of Midlothian (N) | 36  | 10 | 16 | 10 | 038:470 | −9    | 36:36  |
| 6.  | FC St. Mirren           | 36  | 9  | 14 | 13 | 055:590 | −4    | 32:40  |
| 7.  | Hibernian Edinburgh     | 36  | 12 | 7  | 17 | 045:550 | −10   | 31:41  |
| 8.  | FC Dundee               | 36  | 11 | 5  | 20 | 050:740 | −24   | 27:45  |
| 9.  | FC St. Johnstone (N)    | 36  | 10 | 3  | 23 | 036:810 | −45   | 23:49  |
| 10. | FC Motherwell           | 36  | 4  | 7  | 25 | 031:750 | −44   | 15:57  |

Platzierungskriterien: 1. Punkte – 2. Tordifferenz – 3. geschossene Tore

| Saison 1983/84 |

| Zum Saisonende 1982/83 |                                   |
| (M)                    | Meister des Vorjahres             |
| (P)                    | Pokalsieger des Vorjahres         |
| (L)                    | Ligapokalsieger des Vorjahres     |
| (N)                    | Aufsteiger aus der First Division |

## Die Meistermannschaft des FC Aberdeen
(Berücksichtigt wurden alle Spieler die im Kader für die Saison 1983/84 standen.)
| 1. | FC Aberdeen |
|    | - Tor: Bryan Gunn, Jim Leighton - Abwehr: Neale Cooper, Tommy McIntyre, Stewart McKimmie, Alex McLeish, John McMaster, Tommy McQueen, Willie Miller, Brian Mitchell, Doug Rougvie - Mittelfeld: Ian Angus, Doug Bell, Willie Falconer, John Hewitt, Neil Simpson, Billy Stark, Gordon Strachan, Peter Weir - Angriff: Eric Black, Steven Cowan, Mark McGhee, Ian Porteous, Paul Wright - Trainer: Alex Ferguson |